# Jan Peerce
Pour les articles homonymes, voir Peerce.
Jan Peerce, né Jacob Pincus Perelmuth (hébreu : יעקב פנחס פערלמוט) est un ténor et hazzan américain du XXe siècle (New York, 3 juin 1904 – idem, 15 décembre 1984), qui a réalisé une longue et brillante carrière au Metropolitan Opera de New-York.

## Biographie
Jan Peerce est d'abord violoniste dans des orchestres de danses, puis chante de la musique populaire à la radio américaine et au Radio City Music Hall à New York, avant d'entreprendre de sérieuses études de chant avec Giuseppe Boghetti, qui avait aussi enseigné à Marian Anderson.
Il débute à l'opéra en 1938, à Baltimore, dans le rôle du Duc dans Rigoletto. Remarqué par Arturo Toscanini, il devient son ténor favori et est engagé pour les exécutions radiophoniques de la NBC tels, La Symphonie nº 9 de Beethoven, Fidelio, La traviata, La Bohème, Un ballo in maschera.
Ces engagements mènent à ses débuts au Metropolitan Opera de New York en 1941, où il chantera 26 saisons consécutives, dans des rôles variés tels Don Ottavio, Duc de Mantoue, Edgardo, Faust, Don José, Alfredo, Riccardo, Rodolfo, Cavaradossi, etc. Il chante aussi aux Opéras de Chicago et de San Francisco. Bien que sa carrière soit essentiellement nord américaine, il parait en Allemagne, au Holland Festival, et au Théâtre Bolchoï de Moscou en 1956.
Au cours des années 1950, Pierce a chanté régulièrement en tant que soliste principal sous la direction d'Alfredo Antonini pour un public de plus de 13,000 invités au stade Lewisohn à New York. Ces concerts en plein air "Nuit italienne" ont également eu des stars lyriques comme Richard Tucker, Robert Merrill et Eileen Farrell,,,,,,,,,,.
En 1971, il débute sur Broadway dans la comédie musicale Un violon sur le toit. Il enseigne parallèlement au « Mannes College of Music ». Peerce s'est imposé comme un interprète solide et fiable tout au long de sa carrière. Il était le beau-frère du ténor Richard Tucker, et a parrainé la soprano Roberta Peters à ses débuts. Il est le père du réalisateur Larry Peerce.

## Discographie sélective
- 1950 - Rigoletto - Leonard Warren, Erna Berger, Jan Peerce, Nan Merriman, Italo Tajo -  Robert Shaw Chorale, RCA Symphony Orchestra, Renato Cellini
- 1951 - Carmen - Risë Stevens, Jan Peerce, Licia Albanese, Robert Merrill - Robert Shaw Chorale, RCA Symphony Orchestra, Fritz Reiner
- 1957 -  Lucia di Lammermoor - Roberta Peters, Jan Peerce, Philip Maero, Giorgio Tozzi - Chœur et orchestre de l'Opéra de Rome, Erich Leinsdorf
- 1958 -  Jan Peerce in Las Vegas - Jan Peerce - with Joe Reisman and his Orchestra - Arrangements by Werner Bass & Joe Reisman - LPM-1709 - Rca Victor
- 1963 - "Jan Peerce Sings Yiddish Folk Songs"
- 1968 - "Jan Peerce On 2nd Avenue" - Jan Peerce - With Guershon Kingsley and his Orchestra.

## Vidéographie
- If I were a rich man, The Life of Jan Peerce, film de P. Rosen, Euroarts, 2011